# Chu Thục Chân
Chu Thục Chân (chữ Hán: 朱淑真, 1135 - 1180), hiệu là U Thê cư sĩ (幽栖居士), là một nữ tác gia nổi tiếng thời nhà Tống, giai đoạn Tống Cao Tông, Tống Hiếu Tông.
Bà được đánh giá ngang hàng với Lý Thanh Chiếu, người được xem là Đệ nhất nữ thi nhân trong lịch sử Trung Quốc.

## Cuộc đời
Chu Thục Chân người Hấp Châu (nay là huyện Hấp, tỉnh An Huy); lại có thuyết nói bà là người Tiền Đường, hoặc là người thôn Đào, Hải Ninh, thuộc Chiết Giang, Hàng Châu. Truyền kì lưu lại Chu Thục Chân xuất thân con nhà quan, gia cảnh hết sức giàu có. Từ nhỏ Thục Chân đã thông thạo thơ, từ, phú, có biệt danh Tài nữ (才女).
Đến tuổi cập kê, bà được gả cho một thương nhân, tuy nhiên về sau lại có kiểm khảo cho rằng đó là một quan chức hạng nhỏ trong vùng. Người chồng này không biết tiếp thu thi thơ, tranh vẽ của bà, vợ chồng bất hòa hợp, cuộc sống của bà trở nên u sầu, tẻ nhạt. Hôn nhân không lâu sau, Chu Thục Chân từng ca thán:"Âu lộ uyên ương tác nhất trì, tu tri vũ dực bất tương y. Đông quân bất dữ hoa vi chủ, hà dĩ hưu sinh liên lý chi?"
Bà vì thế ưu sầu dần mà mất, mộ phần tại Hàng Châu.

## Tác phẩm
Sau khi bà qua đời, tương truyền những tác phẩm của Chu Thục Chân đã bị cha mẹ bà đem đi đốt hết.
Khoảng năm Thuần Hi (1182), Nguỵ Thuỵ Lễ ở Uyển Lăng tập hợp các tác phẩm thi từ biên thành Đoạn trường tập (斷腸集) và Đoạn trường từ (斷腸詞), thanh danh được đánh giá không thua kém Lý Thanh Chiếu. Tác phẩm nổi tiếng nhất là Điệp luyến hoa (蝶戀花) và Cung sầu (供愁).
| 斷腸集 ... 樓外垂楊千萬縷， 欲繫青春。 少住春遠去， 猶自風前飄柳絮， 隨春且看歸何處。 滿目山川聞杜宇， 更作無情。 莫也愁人意， 把酒送春春不語， 黃昏欲下瀟瀟雨。 | Điệp luyến hoa ... Lâu ngoại thuỳ dương thiên vạn lũ, Dục hệ thanh xuân. Thiểu trú xuân viễn khứ, Do tự phong tiền phiêu liễu nhứ, Tuỳ xuân thả khán quy hà xứ. Mãn mục sơn xuyên văn đỗ vũ, Cánh tác vô tình. Mạc dã sầu nhân ý, Bả tửu tống xuân, xuân bất ngữ, Hoàng hôn dục hạ tiêu tiêu vũ. | Điệp luyến hoa ... Liễu rủ bên lầu ngàn vạn sợi Muốn buộc thanh xuân. Ngừng chút, xuân đi vội, Tơ liễu gió còn bay phất phới, Theo xuân hãy ngắm nơi nào tới. Khắp chốn quyên kêu buồn rũ rượi, Dù có vô tình. Cũng khiến người rầu rĩ, Nâng chén tiễn xuân xuân chẳng nói, Chiều về lại xuống mưa dai dải. |
| 供愁 ... 寂寂疏簾掛玉樓， 樓頭新月曲如鉤。 不須問我情深淺， 鉤動長天遠水愁。                                                                                     | Cung sầu ... Tịch tịch sơ liêm quải ngọc lâu, Lâu đầu tân nguyệt khúc như câu. Bất tu vấn ngã tình thâm thiển, Câu động trường thiên viễn thủy sầu. | Tỏ nỗi sầu ... Kìa mảnh trăng non tựa móc câu, Treo trên lầu ngọc trước rèm châu. Tình ta chớ hỏi sâu hay cạn, Móc động trời cao nước thảm sầu. |